# Jean-Jacques Annaud
Jean-Jacques Annaud (n. 1 octombrie 1943, Draveil, Franța) este un regizor francez.
El a început cariera ca regizor prin anii 1960, cu filme de reclamă pentru televiziune. Abia prin anul 1970 a început să regizeze filme cinematografice, primul lui film fiind La Victoire en chantant o satiră a colonialismului care în anul 1977 a fost distins cu premiul Oscar, Amantul este un alt film regizat de el care a fost premiat.

## Filmografie (selectată)
- 1976: Alb și negru în culori (La victoire en chantant)
- 1979: Coup de tête
- 1981: Războiul focului (La guerre du feu)
- 1986: Numele trandafirului (Il nome della rosa)
- 1988: L’ours
- 1992: Amantul (L’Amant)
- 1995: Wings of Courage
- 1997: Șapte ani în Tibet (Seven Years in Tibet)
- 2001: Enemy at the Gates
- 2004: Doi frați (Deux frères)
- 2007: Sa majesté Minor
- 2011: Or Noir